# BeeCard

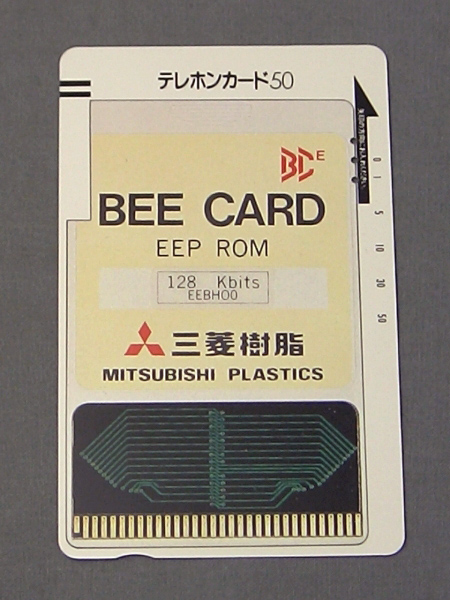
Eine BeeCard mit 128 KB ROM

Die BeeCard (jap. ビーカード) ist eine Speicherkarte die ursprünglich für den Gebrauch mit den MSX-Heimcomputern entwickelt wurde. Der Neupreis betrug bei der Markteinführung 960 Yen.

## Geschichte
Sie kam etwa 1984/85 in Japan auf den Markt und war eine Entwicklung von Hudson Soft, produziert wurden die Karten von Mitsubishi Plastics. Um sie mit den Heimcomputern verwenden zu können, war jedoch ein spezieller Adapter namens Bee Pack nötig. Die Hardware war eher nicht erfolgreich, es wurden lediglich neun Spiele auf dem Speichermedium veröffentlicht.
1987 entwickelte Hudson zusammen mit der Nippon Electric Corporation (NEC) die HuCard, eine Speicherkarte für die PC Engine. Technisch ähneln sich die BeeCard und HuCard stark, die Maße sind identisch. Lediglich die Zahl der Pins unterscheidet sich; die BeeCard verfügt über 32 Pins und das Nachfolgeprodukt hatte 38 Pins.
1989 erschien das Atari Portfolio, welches die BeeCards unter dem Namen CCM (Credit Card Memory) verwendete. Weiterhin wurde sie auch in diversen Synthesizern von KORG verwendet.

## Technische Daten
BeeCards sind gewöhnliche ROM-Karten, teilweise wurden diese auch als RAM-Erweiterung genutzt. Die Speicherkapazität kann 64 bis 128 KB betragen, als Erweiterung für den Arbeitsspeicher kann sie 32, 64 oder 128 KB RAM bereitstellen.